# So Many Ways
So Many Ways è il primo album in studio del gruppo musicale femminile statunitense The Braxtons, pubblicato nel 1996.

## Tracce
1. So Many Ways – 3:54
2. Slow Flow – 4:24
3. Only Love – 4:25
4. I'd Still Say Yes – 4:42
5. L.A.D.I. – 4:10
6. Take Home to Momma – 4:29
7. Where's the Good in Goodbye – 5:23
8. What Does It Take – 5:26
9. Girl on the Side – 4:42
10. In a Special Way – 4:55
11. Never Say Goodbye – 3:09
12. The Boss – 9:41

## Formazione
- Towanda Braxton
- Trina Braxton
- Tamar Braxton